# Bjørn Otto Bragstad
Bjørn Otto Bragstad (ur. 5 stycznia 1971 w Trondheim) – piłkarz norweski grający na pozycji środkowego obrońcy.

## Kariera klubowa
Piłkarską karierę Bragstad rozpoczął w klubie Utleira. W 1989 roku został zawodnikiem Rosenborga Trondheim i wtedy też zadebiutował w pierwszej lidze. Początkowo był rezerwowym, a jego pierwszym sukcesem było wywalczenie wicemistrzostwa Norwegii. Natomiast w 1990 roku sięgnął po swój pierwszy tytuł mistrza kraju, a także po pierwszy Puchar Norwegii. W 1991 roku Rosenborg nie obronił tytułu i był drugi w lidze, a w 1992 roku Bragstad wraz z partnerami z boiska sięgnął po dublet. W 1993 roku po raz trzeci w karierze został mistrzem kraju, a w 1995 roku po raz pierwszy awansował z Rosenborgiem do fazy grupowej Ligi Mistrzów, ale klub z Trondheim zajął 3. miejsce w grupie za Spartakiem Moskwa i Legią Warszawa. W tym samym roku sięgnął po kolejny dublet, a następnie w latach 1996–2000 jeszcze pięciokrotnie z rzędu doprowadził Rosenborg do mistrzowskiego tytułu.
4 sierpnia 2000 Bragstad podpisał kontrakt z angielskim Derby County, do którego trafił za 1,5 miliona funtów. W Premiership zadebiutował 19 sierpnia w zremisowanym 2:2 domowym meczu z Southamptonem. W Derby zaliczył 12 spotkań, a latem 2001 został wypożyczony do grającego w Division One Birmingham City. Tam jednak wystąpił tylko 3 razy i w styczniu 2003 roku wyjechał do Austrii, do zespołu SW Bregenz, z którą na koniec sezonu utrzymał się w pierwszej lidze. W 2004 roku w barwach Bregenz zakończył piłkarską karierę.

## Kariera reprezentacyjna
W reprezentacji Norwegii Bragstad zadebiutował 20 stycznia 1999 roku w wygranym 1:0 spotkaniu z Izraelem. W 2000 roku został powołany przez selekcjonera Nilsa Johana Semba do kadry na Euro 2000. Tam był podstawowym zawodnikiem i zagrał we wszystkich grupowych meczach: z Hiszpanią (1:0), z Jugosławią (0:1) oraz ze Słowenią (0:0). W kadrze narodowej wystąpił 15 razy.